# 마리오 가브라노비치
마리오 가브라노비치(Mario Gavranović, 1989년 11월 24일, 루가노 ~ )는 보스니아 혈통의 스위스의 전 축구 선수로, 과거 스위스 축구 국가대표팀의 일원이었다.

## 가족
가브라노비치는 보스니아계, 크로아티아계 부모님 사이에서 태어났으며, 그의 부모님은 그가 태어나기 1년 전 보스니아 헤르체고비나의 그라다착에서 스위스의 루가노로 이주하였다.

## 경력
가브라노비치는 AS 베치아에서 축구를 시작하였다. 그 후, 팀 티치노의 U-18 유스 아카데미 스카우트가 그를 데려갔다. 2006-07 시즌, 그는 스위스 챌린지 리그의 FC 루가노에 데뷔하였고, 이듬해 21경기에 출장하여 8골을 넣었다. 2008년 여름, 이베르동스포르 FC로 이적하여 20경기에 출장해 8골을 넣었다. 2008-09 시즌 그는 뇌샤텔 크사막스로 이적하였다. 그곳에서 17경기 출장하여 8골을 넣는 성공적인 모습을 보인 후, 가브라노비치는 2010년 2월 1일, FC 샬케 04와 계약하였다.
가브라노비치는 10-11시즌 챔피언스리그의 발렌시아 CF와의 16강 2차전에서 값진 골을 넣었고, 그의 팀은 승리하였다.

## 국가대표 경력
가브라노비치는 스위스 축구 국가대표팀의 일원이다. 그는 자국 U-21팀 대표로 14번 출전하여 3득점을 하였다. 2011년 3월 26일, 그는 득점 없이 비긴 불가리아와의 유로 2012 예선전에서 시니어팀 데뷔경기를 가졌다.

## 수상
FC 샬케 04
- DFB-포칼:2010-11
- 독일 슈퍼컵:2011